# Renault-Nissan-Mitsubishi
Renault-Nissan-Mitsubishi est une alliance liée par des participations croisées, détenue à parité par Renault et Nissan. Elle prend la suite de l'alliance Renault-Nissan.

## Historique
Une société de droit néerlandais, Renault-Nissan BV, est créée le 27 mars 1999 pour élaborer une stratégie commune et développer des synergies ; elle est détenue à parité par Renault et Nissan. Cette alliance naît à la suite d'une période de difficultés financières pour Nissan, ce qui donne l'occasion à Renault de racheter une partie du groupe Nissan et d'y placer à sa tête Carlos Ghosn dans le but de le restructurer.
En 2011, Renault-Nissan devient le troisième groupe automobile mondial, derrière Toyota et Volkswagen AG. Régulièrement classée parmi les quatre premières places mondiales en termes de ventes, l'alliance Renault-Nissan-Mitsubishi atteint au premier semestre 2017, la première place devant Volkswagen AG, Toyota et General Motors.
L'entente au sein de l'alliance se dégrade fortement en 2015 lorsque les ministres de l'Économie Arnaud Montebourg, puis Emmanuel Macron font pression sur l'entreprise pour lui imposer la « loi Florange » qui permet de donner un droit de vote double aux actionnaires présents au capital depuis plus de deux ans. Face à l'opposition de Carlos Ghosn, qui rappelle que les Japonais détiennent 15 % du capital sans aucun droit de vote, Emmanuel Macron passe en force ; le mardi 7 avril 2015, il engage plus d'1 milliard d'euros de l’État pour acquérir 4,73 % du capital de Renault et viser la minorité de blocage. Le camp japonais considère dès lors l'intervention de l’État français comme illégitime, hostile et préparant une fusion flouant les intérêts de Nissan.
Le 19 novembre 2018, Ghosn, et Greg Kelly, respectivement président-directeur général et directeur du développement de l'alliance, sont arrêtés et placés en garde à vue au Japon pour fraude fiscale présumée et abus de biens d'entreprise, à la suite d'une dénonciation de Nissan,,. Le 20 novembre, le conseil d'administration de Renault nomme Thierry Bolloré directeur général et Philippe Lagayette président du conseil d'administration par intérim, en remplacement de Ghosn. Le 22 novembre, le conseil d'administration de Nissan démet Carlos Ghosn et Greg Kelly de leurs fonctions, et met en place un comité pour réformer son système de rémunération et un autre pour proposer des candidats à la présidence du conseil d'administration. Selon plusieurs commentateurs, la dénonciation et les mesures du conseil d'administration de Nissan serait due à une divergence de stratégie avec Renault et ses partisans, dont Ghosn et Kelly, qui viseraient une relation plus étroite, voire une fusion avec Nissan, alors que cette dernière y serait opposée, voire chercherait à quitter l'alliance,. La manœuvre est notamment qualifiée de « coup d'État » et Hiroto Saikawa, directeur général de Nissan depuis 2017, est dépeint comme un de ces principaux instigateurs,,.
Depuis novembre 2018 et l'affaire Carlos Ghosn, soit la publication des accusations de malversations financières de ce dernier, l'alliance a pris un coup dans l'aile. Le nouveau conseil opérationnel, créé par un protocole d'accord le 12 mars 2019, est composé du directeur général exécutif de Renault, Thierry Bolloré, des PDG de Nissan et Mitsubishi, Hiroto Saikawa et Osamu Masuko, ainsi que de Jean-Dominique Senard, président de Renault et nouvellement chargé du partenariat franco-japonais.
Le 28 novembre 2019, le conseil d’administration décide de se doter d’un nouveau secrétaire général. Le choix se porte sur Hadi Zablit, un ingénieur franco-libanais chargé jusqu’alors de l’innovation de rupture au sein de l'Alliance et membre du comité de direction du groupe Renault.
Le 16 janvier 2023, le conseil d'administration de Nissan valide le plan de restructuration de l'alliance proposé depuis des mois par Luca de Meo, avec l'aval du gouvernement français. La participation de Renault dans le capital de Nissan passera progressivement de 43 % à 15 % et les droits de vote des 15 % que Nissan détient dans Renault seront rétablis. Les deux sociétés mettront en place un « trust » qui gérera les 28 % des titres de Nissan que Renault prévoit de céder progressivement, en fonction de l'évolution du marché boursier ; Renault continuera à recevoir les dividendes des actions logées dans ce trust.
En 2024, Renault se désengage progressivement de sa participation dans Nissan, vendant entre décembre 2023 et septembre 2024, une participation de 12,5 % dans Nissan pour 1,6 milliard d'euros, participation qui est acquise par Nissan qui supprime ces actions.

## Stratégie financière et juridique

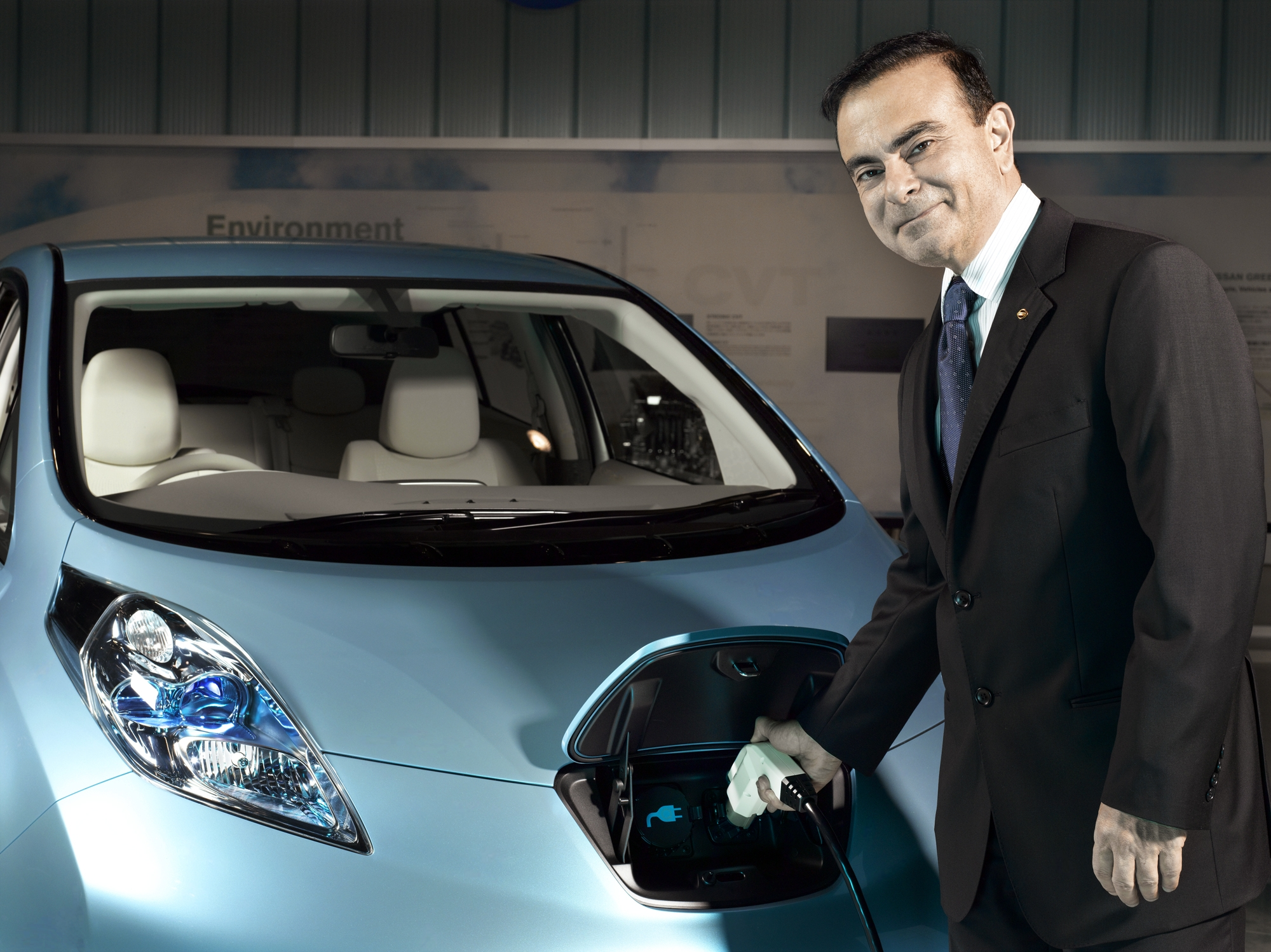
Carlos Ghosn posant en train de charger une Nissan Leaf.

L'alliance est réalisée en deux temps. Tout d'abord, à l'initiative de Louis Schweitzer et avec le soutien du gouvernement français, Renault prend 36,4 % des parts de Nissan, et investit 5 milliards d'euros pour la restructuration de Nissan opérée sous la houlette de Louis Schweitzer qui veille à la bonne marche de l'alliance qu'il a mise en place. En juin 1999, Louis Schweitzer confie les rênes de l'Alliance à Carlos Ghosn dans le but de redresser les comptes de Nissan et sa rentabilité.
Plus tard, une participation de 15 % est prise par Nissan dans Renault (sans droit de vote), tandis que Renault augmente sa part dans Nissan jusqu'à 43,4 %. Des analystes jugent cependant que malgré les discours parlant d'alliance d'égaux, la forme effectivement prise par l'alliance relève plutôt d'une prise de contrôle de Nissan par Renault.
Ensuite, l'alliance organise une prise de participations croisées avec Daimler AG, dans laquelle Renault et Nissan prennent chacun 1,55 %, tandis que Daimler AG reçoit 3,1 % de Renault et 3,1 % de Nissan.
Depuis 2008, Renault possède aussi 25 % de AvtoVAZ (Lada).
En juin 2014, Renault-Nissan possède 67,1 % d'une coentreprise qui possède à son tour 74,5 % de AvtoVAZ, soit 50 % au total par les deux constructeurs. La répartition est 37,5 % pour Renault, et 12,5 % pour Nissan.
En octobre 2016, Renault annonce recapitaliser AvtoVaz seul, passant théoriquement de 37 % à 72,5 %. La part de Nissan descendrait de 12,5 % à 5,5 %, et celle de Russian Technologies de 25 % à 11 %.
En décembre 2016, Renaissance Capital annonce acheter 24,1 % d'Avtovaz, via une augmentation de capital de 405 millions d'euros. Renault en parallèle, passe de 37 % à 47 %, indiquant que Renault n'avait pas eu à recapitaliser en octobre. Cependant, la part de Renault dans la coentreprise possédant Lada est ici passée de 50 % à 75 %, la part de cette même coentreprise dans Lada se diluant de 75 % à 65 %, d'où la participation indirecte de Renault dans Lada de seulement 47 %.
Les marques contrôlées par Renault et Nissan sont réparties comme suit :
- Renault possède 100 % de Dacia, 100 % d'Alpine, 80,1 % de Renault Samsung Motors, et 47 % de Lada ;
- Nissan possède 100 % d'Infiniti, 100 % de Datsun, 34 % de Mitsubishi Motors et 50 % de Venucia.

L'État français est toujours présent dans le capital de l'entreprise, ce qui remet en question les évolutions d'investissements de Nissan dans la structure. Nissan souhaite en effet un retrait pur et simple de l'État français dans l'entité.

## Stratégie industrielle et commerciale
D'un point de vue technique, le groupe se traduit par plusieurs aspects. Le plus simple est le rebadgeage de modèles d'une marque sous l'autre marque, en fonction de l'image ou du réseau d'un pays donné. Cela s'est traduit par des véhicules comme la Nissan Platina au Mexique, en fait une Renault Clio quatre portes, ou les utilitaires légers en Europe, les Renault Kangoo, Trafic et Master devenant respectivement Nissan Kubistar, Primastar et NV400.

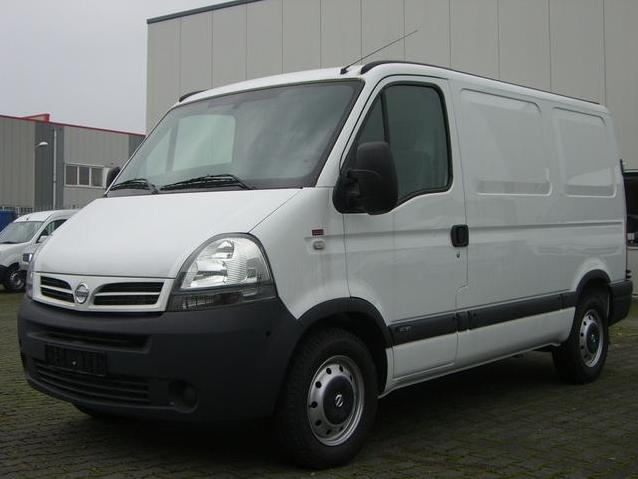
Nissan Interstar, modèle d'estafettes utilitaires d'Europe, C'est la version asiatique du Renault Master.

Plus généralement, les développements de nouveaux véhicules produits après l'alliance ont été réalisés sur des plates-formes communes, par exemple la plate-forme B des Nissan Micra, Note et Juke, des Renault Clio et Modus, ou la plate-forme C, utilisée entre autres par les Nissan Qashqai et Renault Mégane. La plate-forme D est utilisée par les Nissan Altima et Maxima aux États-Unis, Renault Laguna en Europe, et Samsung SM5 en Corée.
Du côté des moteurs, le développement des moteurs diesel est exclusivement réalisé par Renault, tandis que les moteurs essences atmosphériques, en particulier de forte cylindrée, sont désormais conçus par Nissan. Toutes les Nissan diesel sont donc motorisées par des moteurs d'origine Renault, tandis qu'on retrouve des moteurs Nissan essence sur les Renault Clio (2.0 16v 140 ch), Laguna, Espace et Vel Satis (3.5 V6 245 ch).
En novembre 2013 Renault-Nissan étend son partenariat avec Mitsubishi à plusieurs véhicules.

Ancien logo de l'alliance Renault-Nissan.

À partir du 1er avril 2014, l'alliance Renault-Nissan se dote de quatre directions opérationnelles communes aux deux entreprises : l'ingénierie, la fabrication et la logistique, les achats et les ressources humaines.
En 2016, Mitsubishi rejoint l'alliance à la suite d'une augmentation de capital de Mitsubishi que Nissan souscrira pour devenir actionnaire de Mitsubishi à hauteur de 34 %. Cette opération est finalisée en octobre de la même année, Carlos Ghosn devenant également le président de Mitsubishi Motors à la mi-décembre.
En septembre 2016, Renault-Nissan acquiert la société Sylpheo, un développeur français de logiciels. Le groupe a pour objectif de commercialiser dix véhicules équipés d'une technologie de conduite autonome à l'horizon 2020.
À la rentrée 2017, le groupe Renault-Nissan-Mitsubishi, par l'intermédiaire de son PDG Carlos Ghosn, a dévoilé sa stratégie pour les cinq années à venir, notamment en ce qui concerne le développement de véhicules électriques. Appelé « Alliance 2022 », ce plan a pour but d’intensifier la coopération entre les trois marques de l'Alliance, mais aussi et surtout d’intensifier le développement et la commercialisation de véhicules électriques. Ainsi, Renault-Nissan-Mitsubishi prévoit de commercialiser douze nouveaux modèles de véhicules « 100 % électriques » d’ici à 2022[réf. souhaitée].

### ProjetAlliance 2030
En janvier 2022, l'alliance dévoile sa nouvelle stratégie baptisée Alliance 2030. Renault, Nissan et Mitsubishi mettent en avant l'électrification de leurs modèles, avec 35 nouveaux véhicules attendus d'ici 2030. Cette stratégie permet aussi de davantage mutualiser les plates-formes au sein de l'alliance. Par ailleurs, cinq plates-formes communes dédiées aux véhicules électriques seront inaugurées. Pour orienter les modèles de l'alliance vers l'électrification, Renault, Nissan et Mitsubishi investiront 23 milliards d'euros entre 2022 et 2027. L'Alliance a également officialisé un partenariat avec Plug Surfing, pour que les clients des trois marques puissent accéder à des prix préférentiels au réseau de recharge Ionity en Europe.
Quant à Mitsubishi, la marque renforcera sa présence sur le marché européen.
Il est également prévu pour l'Alliance de renforcer et de développer les technologies autonomes, ainsi que la connectivité. Le groupe estime que d'ici 2026, plus de 10 millions de véhicules en circulation seront équipés de systèmes de conduite autonome.

## Ventes
En 2014, l'alliance Renault-Nissan a écoulé 8,5 millions de véhicules dans le monde, soit une hausse de 2,5 % par rapport à 2013. Les ventes ont notamment progressé aux États-Unis (uniquement pour Nissan) et en Europe de l'Ouest.
Fin 2018, Nissan connaît en revanche une baisse significative de ses ventes en France. Sur les dix premiers mois de l'année 2018, le constructeur japonais voit son chiffre de ventes baisser de 10 % dans l'hexagone tandis que Renault réalise une hausse de 6,5 %.

## Activité de lobbying

### Auprès de l'Assemblée nationale (de France)
L'entreprise déclare avoir exercé des activités de lobbying auprès de l'Assemblée nationale pour un montant de 850 000 euros en 2017.

### Auprès des institutions de l'Union européenne
L'entreprise déclare avoir exercé des activités de lobbying auprès des institutions de l'Union européenne pour un montant de 700 000 euros en 2017.

### Auprès des institutions des États-Unis
L'entreprise déclare avoir exercé des activités de lobbying auprès des institutions des États-Unis pour un montant de 2 950 000 dollars en 2017.

## Polémique: politique vis-à-vis des syndicats
Dans l’usine Nissan de Canton, dans le Sud des États-Unis, les syndicats sont interdits depuis la création de l’usine.